# Ernst Johannes Schmidt
Ernst Johannes Schmidt, né le 2 janvier 1877 à Jægerspris et mort le 21 février 1933 à Copenhague, est un biologiste marin, phycologue et ichtyologiste danois.

## Biographie
Schmidt est célèbre pour ses études sur les anguilles dont il a solutionné le problème de la reproduction. Par des recherches dans l'Atlantique à bord du Dana de 1921 à 1932, il démontre que les anguilles descendent à lamer pour acquérir leur maturité génitale et que leurs larves sont en réalité les leptocéphales. Ils convergent vers les eaux profondes des Bermudes où elles pondent et les leptocéphales reviennent en continuant leur croissance en devenant des civelles qui remontent les fleuves. 